# Star Crash – Sterne im Duell
Star Crash – Sterne im Duell (Originaltitel: Scontri stellari oltre la terza dimensione) ist ein italienisch-amerikanischer Science-Fiction-Film aus dem Jahr 1978. Regisseur Luigi Cozzi, der am Drehbuch unter seinem Pseudonym Lewis Coates mitarbeitete, schuf, wie im italienischen Kino zu dieser Zeit üblich, ein Plagiat eines internationalen Kassenschlagers, Krieg der Sterne aus dem Jahre 1977. In der Bundesrepublik Deutschland erschien der Film am 21. Dezember 1978 im Kino.

## Handlung
Stella Star und ihr Kompagnon Akton betätigen sich als Schmuggler. Der Chef der galaktischen Polizei Thor hat ihre Spur aufgenommen. Unterstützt wird er von dem Roboter Elle. Die Schmuggler können gefangen genommen werden, doch der galaktische Imperator lässt sie wieder frei. Dafür sollen sie ihm helfen, ein vermisstes Raumschiff zu finden.
Das vermisste Raumschiff war auf der Suche nach dem bösen Grafen Zarth Arn, der eine Superwaffe entwickelt hatte. An Bord war Simon, der einzige Sohn des Herrschers. Stella und ihre Gefährten beginnen die Suche und kreuzen durch das Weltall. Sie besuchen einige Planeten, darunter einen, der von Amazonen bevölkert ist. Die Gruppe erreicht einen Eisplaneten. Dort erweist sich Thor als Gefolgsmann Zarth Arns und wird von Akton getötet. Auf einem von Höhlenmenschen bewohnten Planeten entdecken sie eine Rettungskapsel des vermissten Raumschiffes. Stella stößt auf Simon. Im Inneren des Planeten befindet sich die geheime Basis des Grafen.
Nun kommt es zum Kampf mit dem Grafen. Der Imperator wird von Zarth Arn zwar besiegt, doch Stella und der Roboter Elle können die Festung des Grafen zerstören, wobei der Bösewicht sein Ende findet. Zum Schluss verlieben sich Simon und Stella.

## Erstaufführungen
- Bundesrepublik Deutschland: 21. Dezember 1978
- Italien: 15. Januar 1979
- Vereinigte Staaten: 9. März 1979

## Kritiken
Das Lexikon des internationalen Films urteilte, der Film sei ein „langatmiger Science-Fiction-Film ohne inszenatorische und tricktechnische Höhepunkte“ und sei „auch schauspielerisch unbeholfen“. Der Time Out Filmguide bezeichnete den Film als „Trash-Spektakel mit beneidenswerter Lässigkeit und einer auffallenden Nichtachtung von Naturgesetzen“.
Am 15. September 2017 wurde der Film im Rahmen der Tele-5-Reihe Die schlechtesten Filme aller Zeiten gezeigt.

## Auszeichnungen
1980 wurde der Film für den Saturn Award in der nur in diesem Jahr bestehenden Kategorie Bester ausländischer Beitrag nominiert.

## Synchronisation
Außer David Hasselhoff, Marjoe Gortner und Christopher Plummer wurden alle Schauspieler in der englischen Version neu synchronisiert.
| Rollenname                    | Darsteller          | Deutscher Sprecher |
| ----------------------------- | ------------------- | ------------------ |
| Stella Star                   | Caroline Munro      | Heidi Fischer      |
| Akton                         | Marjoe Gortner      | Jürgen Clausen     |
| Imperator                     | Christopher Plummer | Holger Hagen       |
| Simon                         | David Hasselhoff    | Ivar Combrinck     |
| Thor                          | Robert Tessier      | Gernot Duda        |
| Graf Zarth Arn                | Joe Spinell         | Herbert Weicker    |
| Elle                          | Judd Hamilton       | Leo Bardischewski  |
| Corelia, Königin der Amazonen | Nadia Cassini       | Dagmar Heller      |

## Angebliche Fortsetzung
Der im Jahr 1981 erschienene Film Flucht von Galaxy III benutzte Szenen mit Spezialeffekten sowie einige Kostüme aus Star Crash. Obwohl die Filme inhaltlich nichts miteinander zu tun haben, wurde Flucht von Galaxy III auch unter dem Titel Star Crash 2 veröffentlicht.